# Valdorros
Valdorros – gmina w Hiszpanii, w prowincji Burgos, w Kastylii i León, o powierzchni 16,64 km². W 2011 roku gmina liczyła 312 mieszkańców.